# M45A1
Die M45 ist eine Selbstladepistole im Kaliber .45 ACP. Sie ersetzt beim United States Marine Corps die M45 MEUSOC, eine modifizierte Colt M1911, die seit 1985 im Dienst war.

## Geschichte
Im Jahr 2010 schrieb das Marine Corps Systems Command einen Nachfolger für die MEUSOC aus. Gesucht wurde eine widerstandsfähige Pistole im Kaliber .45 ACP mit einem Magazin, welches 7 Patronen laden kann und mit der Bezeichnung „NSN 1005-01-373-2774“, also jenes Magazin, welches in der M1911 verwendet wurde. Firmen wie Kimber Manufacturing, Colt Defense, Springfield Armory oder Karl Lippard nahmen an der Ausschreibung teil. Colt konnte die Ausschreibung für sich entscheiden und man unterzeichnete im Juli 2012 einen Vertrag im Wert von 22,5 Millionen US-Dollar. Der Entwurf von Colt basierte auf der Rail Gun.

## Technik
Grundsätzlich ist die Technik die gleiche wie bei der ursprünglichen M1911, jedoch gibt es einige Modifizierungen. So besteht die Waffe grundsätzlich aus geschmiedetem, rostfreiem Stahl – außer dem Abzug, welcher aus Aluminium hergestellt wird. Die M45A1 besitzt zwei Rückholfedern, die den Rückstoß mindern sollen. Die Waffe hat ein lumineszierendes 3-Punkt-Visier, zudem wird ein Mil-Std-1913-Montagesystem  verwendet, um taktisches Zubehör montieren zu können.